# Aleksandr Yelovskikh
Aleksandr Dmitriyevich Yelovskikh (tiếng Nga: Александр Дмитриевич Еловских; sinh ngày 12 tháng 9 năm 1998) là một cầu thủ bóng đá người Nga thi đấu cho F.K. Zenit-2 Sankt Peterburg.

## Sự nghiệp câu lạc bộ
Anh có màn ra mắt tại Giải bóng đá Quốc gia Nga cho F.K. Zenit-2 Sankt Peterburg vào ngày 16 tháng 7 năm 2017 trong trận đấu với F.K. Dynamo Sankt Peterburg.